# Liste der Biografien/Greg
Liste der Biografien |
Portal Biografien |
Personensuche
# |
A |
B |
C |
D |
E |
F |
G |
H |
I |
J |
K |
L |
M |
N |
O |
P |
Q |
R |
S |
T |
U |
V |
W |
X |
Y |
Z |
?
 
Ga |
Gb |
Gc |
Gd |
Ge |
Gf |
Gh |
Gi |
Gj |
Gk |
Gl |
Gm |
Gn |
Go |
Gp |
Gq |
Gr |
Gs |
Gu |
Gv |
Gw |
Gy |
Gz
 
Gra |
Grb–Grd |
Gre |
Grg |
Gri |
Grj |
Grk |
Grl |
Grm |
Gro |
Grs |
Gru |
Gry |
Grz
 
Grea |
Greb |
Grec |
Gred |
Gree |
Gref |
Greg |
Greh |
Grei |
Grek |
Grel |
Grem |
Gren |
Grep |
Gres |
Gret |
Greu |
Grev |
Grew |
Grey |
Grez
Die Liste der Biografien führt alle Personen auf, die in der deutschsprachigen Wikipedia einen Artikel haben. Dieses ist eine Teilliste mit 383 Einträgen von Personen, deren Namen mit den Buchstaben „Greg“ beginnt.

## Greg
- Greg (1931–1999), belgischer Comicautor
- Greg, Hannah (1766–1828), britische Unternehmersfrau, Unitarierin und Tagebuchschreiberin
- Greg, Jane (1749–1817), irische Republikanerin
- Greg, Percy (1836–1889), englischer Schriftsteller
- Greg, W. W. (1875–1959), britischer Shakespearegelehrter
- Greg, William Rathbone (1809–1881), englischer Schriftsteller

### Grega
- Gregaard, Jonas (* 1996), dänischer Radrennfahrer
- Gregan, George (* 1973), australischer Rugby-Union-Spieler
- Gregan, Ralf (* 1933), deutscher Regisseur und Drehbuchautor
- Gregan, Sean (* 1974), englischer Fußballspieler

### Grege
- Gregel, Johann Philipp von (1750–1841), deutscher Geistlicher, Kirchenrechtler und Bibliothekar
- Gregentios, Erzbischof von Taphar (Jemen) und Heiliger der orthodoxen Kirche
- Greger, Antonio (* 1991), deutscher Musiker und Komponist
- Greger, Christoph (* 1997), deutscher Fußballspieler
- Greger, Dominik (* 1980), deutscher Kontrabassist
- Greger, Hans (1881–1964), österreichischer Hotelier und Politiker, Landtagsabgeordneter
- Greger, Joseph (1915–2010), deutscher Rennfahrer und Kaufmann
- Greger, Luise (1861–1944), deutsche Komponistin und Sängerin
- Greger, Max (1926–2015), deutscher Jazz-Musiker, Saxophonist, Big-Band-Leader und DirigentMax Greger (1926–2015)

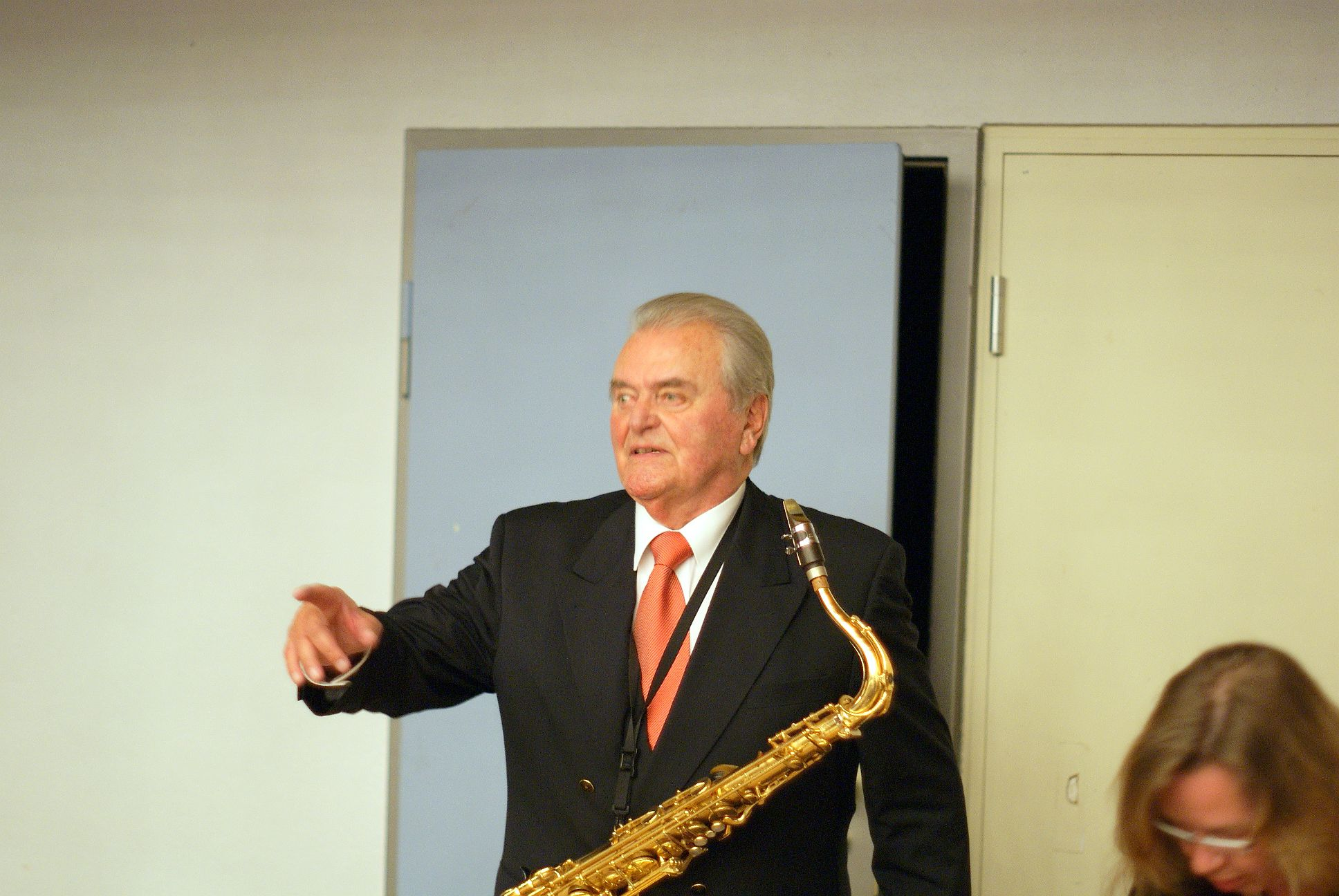
Max Greger (1926–2015)

- Greger, Max junior (* 1951), deutscher Jazzmusiker, Arrangeur und Komponist
- Greger, Michael (* 1972), US-amerikanischer Arzt, Trophologe und Autor
- Greger, Piotr (* 1964), polnischer Geistlicher, römisch-katholischer Weihbischof in Bielsko-Żywiec
- Greger, Rainer (1946–2007), deutscher Nieren- und Transportphysiologe
- Greger, Reinhard (* 1946), deutscher Jurist
- Gregersen de Saàg, Georg (1853–1905), Ingenieur, ungarischer Industrieller, Generaldirektor
- Gregersen, Marico (* 1976), deutscher American-Football-Spieler und Trainer
- Gregersen, Martina (* 1966), deutsche Politikerin (GAL), MdHB
- Gregersen, Peter K. (* 1950), US-amerikanischer Mediziner
- Gregersen, Stian (* 1995), norwegischer Fußballspieler
- Gregert, Helmut (* 1945), deutscher Politiker (CDU), MdL

### Gregg
- Gregg, Adam (* 1983), US-amerikanischer Politiker
- Gregg, Alexander W. (1855–1919), US-amerikanischer Politiker
- Gregg, Andrew (1755–1835), britisch-amerikanischer Politiker (Demokratisch-Republikanische Partei)
- Gregg, Anthony (* 1986), US-amerikanischer Pokerspieler
- Gregg, Bob (1920–2002), US-amerikanischer Rennfahrer
- Gregg, Bradley (* 1966), US-amerikanischer Schauspieler
- Gregg, Brian (* 1984), US-amerikanischer Skilangläufer
- Gregg, Caitlin (* 1980), US-amerikanische Skilangläuferin und Biathletin
- Gregg, Clark (* 1962), US-amerikanischer Schauspieler, Filmregisseur und DrehbuchautorClark Gregg (* 1962)

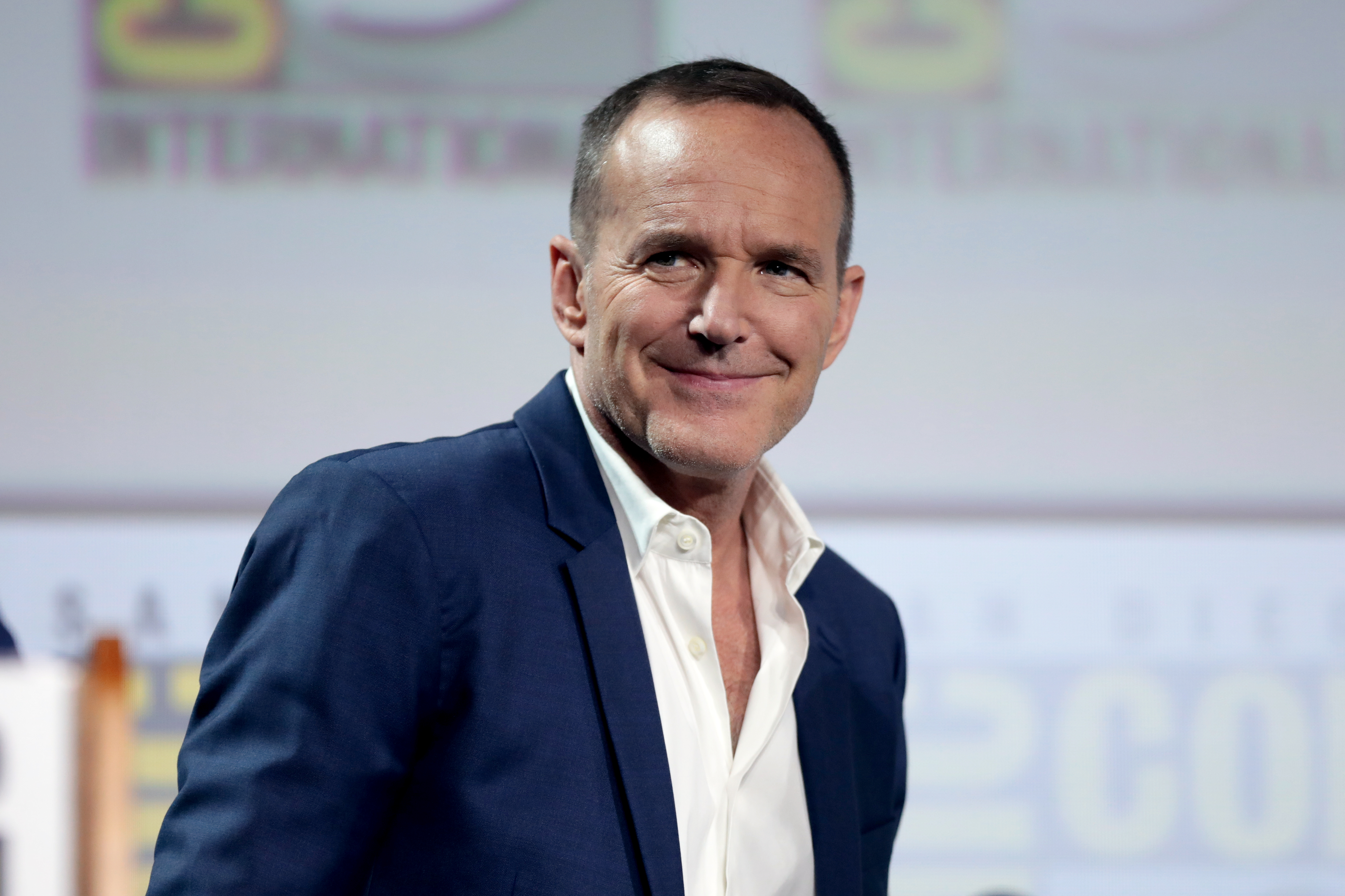
Clark Gregg (* 1962)

- Gregg, Curtis Hussey (1865–1933), US-amerikanischer Politiker
- Gregg, David Paul (1923–2001), US-amerikanischer Erfinder
- Gregg, Duncan (1910–1989), US-amerikanischer Ruderer
- Gregg, Forrest (1933–2019), US-amerikanischer American-Football-Spieler
- Gregg, Harry (1932–2020), nordirischer Fußballtorhüter und -trainer
- Gregg, Hugh (1917–2003), US-amerikanischer Politiker
- Gregg, Jack (* 1938), amerikanischer Kontrabassist
- Gregg, James M. (1806–1869), US-amerikanischer Politiker
- Gregg, Jamie (* 1985), kanadischer Eisschnellläufer
- Gregg, Jessica (* 1988), kanadische Shorttrackerin
- Gregg, John (1828–1864), US-amerikanischer Jurist, Politiker und Offizier in der Konföderiertenarmee
- Gregg, John Irvin (1826–1892), US-amerikanischer General
- Gregg, John R. (* 1954), US-amerikanischer Politiker
- Gregg, John Robert (1867–1948), US-amerikanischer Stenograf und Stenografie-Erfinder
- Gregg, Judd (* 1947), US-amerikanischer Politiker
- Gregg, Melvin (* 1988), US-amerikanischer Schauspieler
- Gregg, Milton Fowler (1892–1978), kanadischer Politiker (Liberale Partei) und Offizier der Canadian Army
- Gregg, Norman McAlister (1892–1966), australischer Augenarzt, Erstbeschreiber der Rötelnembryofetopathie
- Gregg, Peter (1940–1980), US-amerikanischer Autorennfahrer
- Gregg, Randy (* 1956), kanadischer Eishockeyspieler
- Gregg, Randy (* 1969), US-amerikanischer Bassist und ehemaliges Mitglied der Band Thin Lizzy
- Gregg, Richard (1883–1945), irischer Hockeyspieler
- Gregg, Richard (1885–1974), US-amerikanischer Sozialphilosoph
- Gregg, Robert C. (1938–2023), US-amerikanischer Religionswissenschaftler
- Gregg, Stefanie (* 1970), deutsche Schriftstellerin
- Gregg, Steve (1955–2024), US-amerikanischer Schwimmer
- Gregg, Virginia (1916–1986), US-amerikanische Schauspielerin und Musikerin
- Greggan, William (1882–1976), britischer Tauzieher
- Greggenhofer, Georg († 1779), deutscher Baumeister des Spätbarocks
- Gregger, Andy, österreichischer Skispringer
- Greggi, Giada (* 2000), italienische Fußballspielerin
- Greggio, Ezio (* 1954), italienischer Komiker, Schauspieler, Filmregisseur und Drehbuchautor
- Greggio, Valentina (* 1991), italienische Geschwindigkeitsskifahrerin
- Greggory, Pascal (* 1953), französischer SchauspielerPascal Greggory (* 1953)

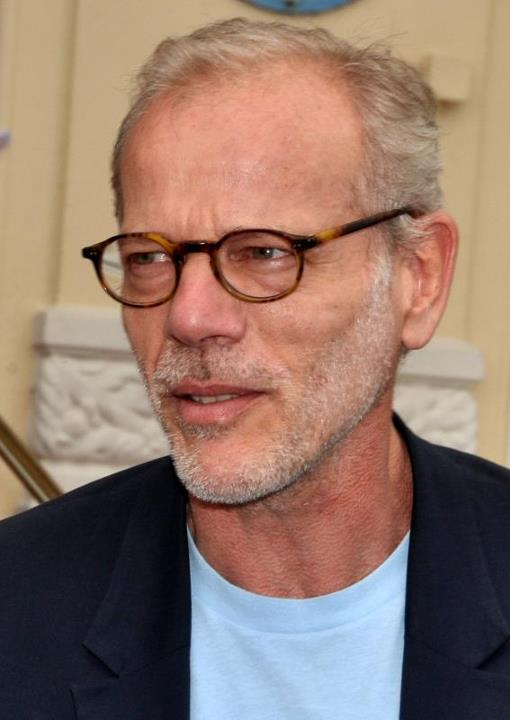
Pascal Greggory (* 1953)

### Gregh
- Gregh, Fernand (1873–1960), französischer Schriftsteller und Literaturkritiker
- Gregh, François-Didier (1906–1992), monegassischer Politiker

### Grego
- Grego, Melania (* 1973), italienische Wasserballspielerin

#### Gregoi
- Grégoire (* 1979), französischer Popsänger und -komponist
- Grégoire Jacques, Rémi (* 1991), kanadischer Biathlet
- Grégoire, Albert (1865–1949), deutscher Jurist und Politiker, MdR
- Gregoire, Christine (* 1947), US-amerikanische Politikerin
- Grégoire, Christophe (* 1980), belgischer Fußballspieler
- Grégoire, David (* 1990), kanadischer Biathlet
- Grégoire, Henri (1750–1831), französischer Priester, Bischof und Politiker zur Zeit der Französischen RevolutionHenri Grégoire (1750–1831)

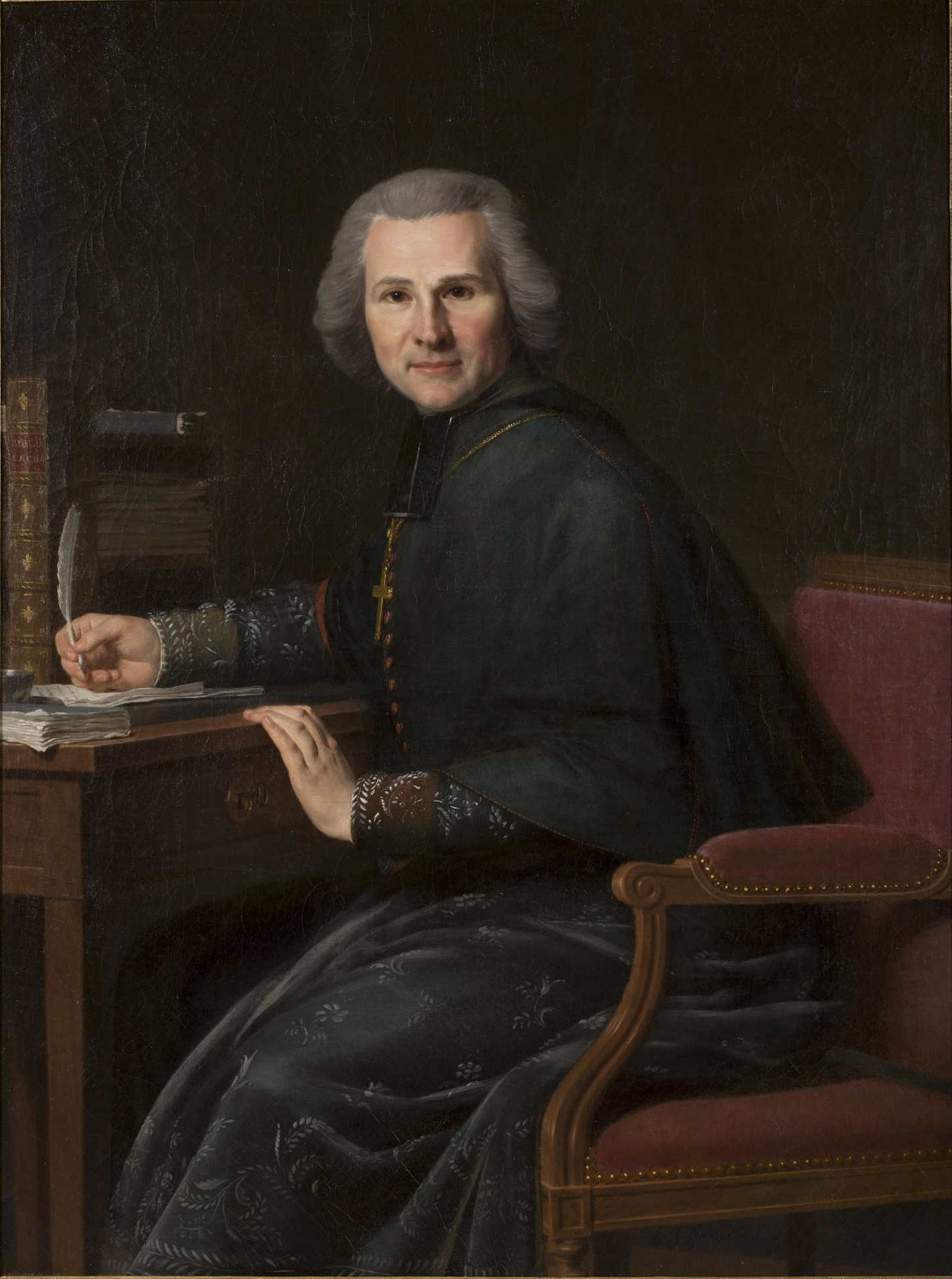
Henri Grégoire (1750–1831)

- Grégoire, Henri (1881–1964), belgischer Historiker und Byzantinist
- Grégoire, Jean-Albert (1899–1992), französischer Ingenieur
- Grégoire, Johann (* 1972), französischer Freestyle-Skisportler
- Grégoire, Oscar (1877–1947), belgischer Wasserballer und Schwimmer
- Grégoire, Paul (1911–1993), kanadischer Kardinal und Erzbischof von Montréal
- Grégoire, Pépé (* 1950), niederländischer Bildhauer
- Grégoire, Pierre (1907–1991), luxemburgischer Politiker, Mitglied der Chambre, Journalist und Schriftsteller
- Grégoire, Richard (* 1944), kanadischer Komponist
- Grégoire, Roger (1903–1982), französischer Radrennfahrer
- Grégoire, Romain (* 2003), französischer Radrennfahrer
- Grégoire, Sophie (* 1975), kanadische FernsehmoderatorinSophie Grégoire (* 1975)

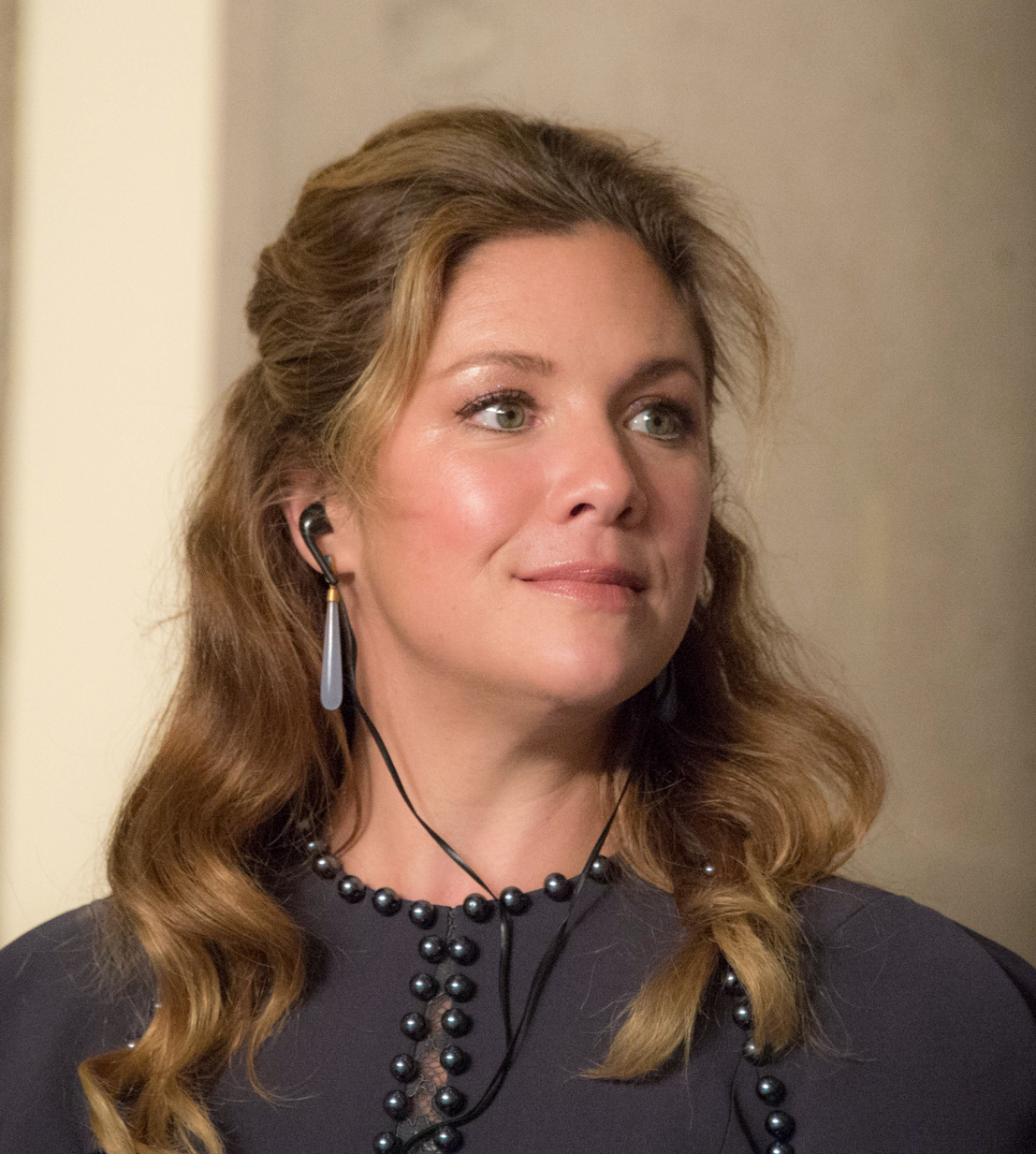
Sophie Grégoire (* 1975)

- Grégoire, Stéphan (* 1969), französischer Automobilrennfahrer und Unternehmer
- Grégoire, Stéphane (* 1968), französischer Fußballspieler

#### Gregol
- Gregoletto, Paolo (* 1985), US-amerikanischer Bassist der Band Trivium

#### Gregor
- Gregor († 996), Abt des Klosters Einsiedeln
- Gregor der Erleuchter, Begründer des Christentums in Armenien
- Gregor der Große († 604), Papst und Kirchenlehrer
- Gregor der Wundertäter, kleinasiatischer Theologe und Bischof; Heiliger
- Gregor I., griechischer Patriarch von Jerusalem
- Gregor II. († 731), Papst
- Gregor II. († 1058), Graf von Tusculum und des Laterans
- Gregor II. von Zypern (1241–1290), Patriarch von Konstantinopel
- Gregor II. Wkajasser († 1105), Katholikos der Armenischen Apostolischen Kirche
- Gregor III. († 741), Papst (731–741)
- Gregor III. († 991), Kardinalbischof von Porto (bei Rom)
- Gregor III. Laham (* 1933), syrischer Geistlicher, Patriarch von Antiochien
- Gregor III. Mammas († 1459), Patriarch von Konstantinopel
- Gregor III. Pahlawuni († 1166), Katholikos der Armenischen Apostolischen Kirche
- Gregor IV. († 844), Papst (827–844)
- Gregor IX. († 1241), Papst (1227–1241)
- Gregor Pakourianos († 1086), armenisch-georgischer Politiker und Militärkommandeur
- Gregor Rainer († 1522), Fürstpropst von Berchtesgaden
- Gregor Schenk von Osterwitz († 1403), Erzbischof von Salzburg
- Gregor V. (972–999), Papst (996–999)
- Gregor V. († 1821), ökumenischer Patriarch von Konstantinopel
- Gregor VI., Gegenpapst
- Gregor VI., Papst (1045–1046)
- Gregor VII. († 1085), Papst (1073–1085)Gregor VII. († 1085)

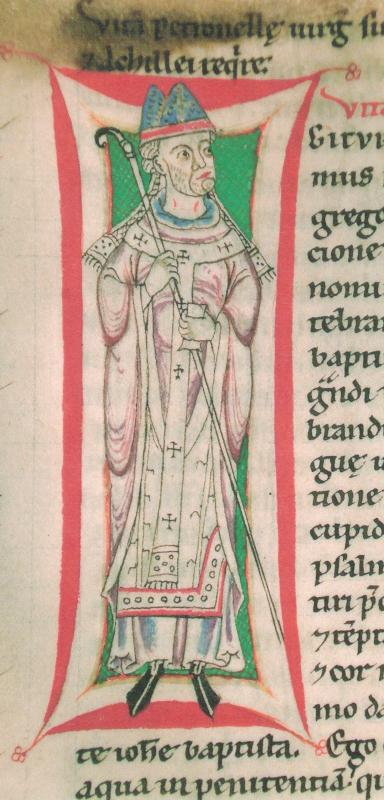
Gregor VII. († 1085)

- Gregor VIII. († 1137), Gegenpapst von Gelasius II. und Calixt II.
- Gregor VIII. († 1187), Papst
- Gregor vom Sinai (1255–1346), Mönch, Hesychast, Heiliger
- Gregor von Burtscheid († 999), Abt der Abtei Burtscheid (997–999)
- Gregor von Elvira, Bischof des Bistums Eliberis (heute: Elvira bei Granada)
- Gregor von Karthago († 647), byzantinischer Patrikios, Exarch von Karthago und Usurpator
- Gregor von Langres, Bischof von Langres
- Gregor von Narek (951–1003), armenischer Mönch und Schriftsteller
- Gregor von Nazianz († 390), Bischof von Nazianz in Kappadokien
- Gregor von Nazianz der Ältere († 374), Bischof von Nazianz
- Gregor von Nin, Bischof von Nin
- Gregor von Nyssa, christlicher Bischof, Heiliger und Kirchenlehrer
- Gregor von Rimini († 1358), italienischer Philosoph, Theologe und Mitglied der Augustinereremiten
- Gregor von Spoleto, christlicher Priester und Märtyrer
- Gregor von Tours (* 538), christlicher Heiliger, Bischof von Tours (ab 573) und gallo-romanischer HistorikerGregor von Tours (* 538)

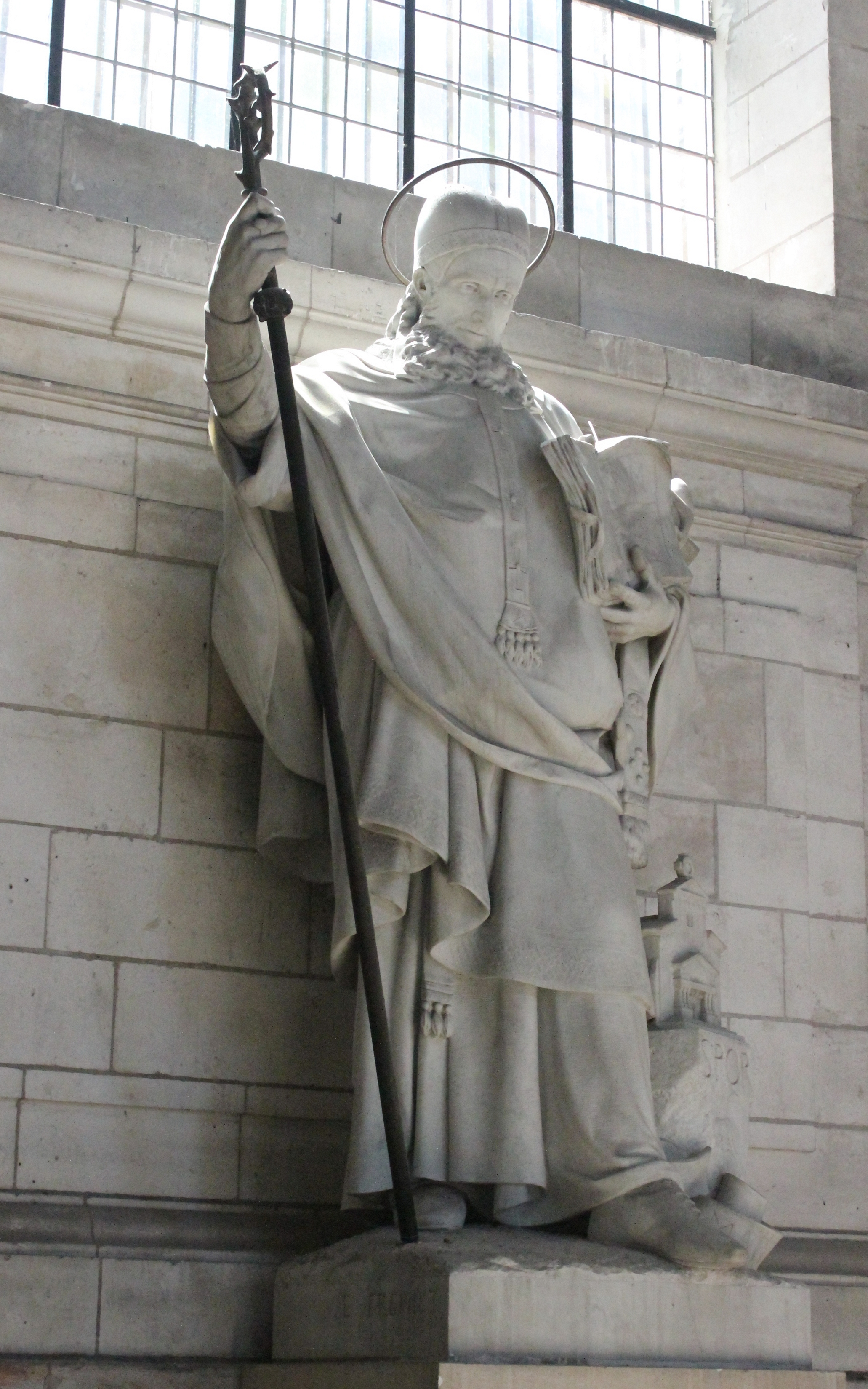
Gregor von Tours (* 538)

- Gregor von Utrecht, Abt, Missionar und Heiliger
- Gregor von Waldek († 1301), Bischof von Prag
- Gregor X. (1210–1276), Papst (1271–1276)
- Gregor XI. (1329–1378), Papst, 30. Dezember 1370 bis März 1378
- Gregor XII. († 1417), Papst (1406–1415)
- Gregor XIII. (1502–1585), Papst (1572–1585)Gregor XIII. (1502–1585)

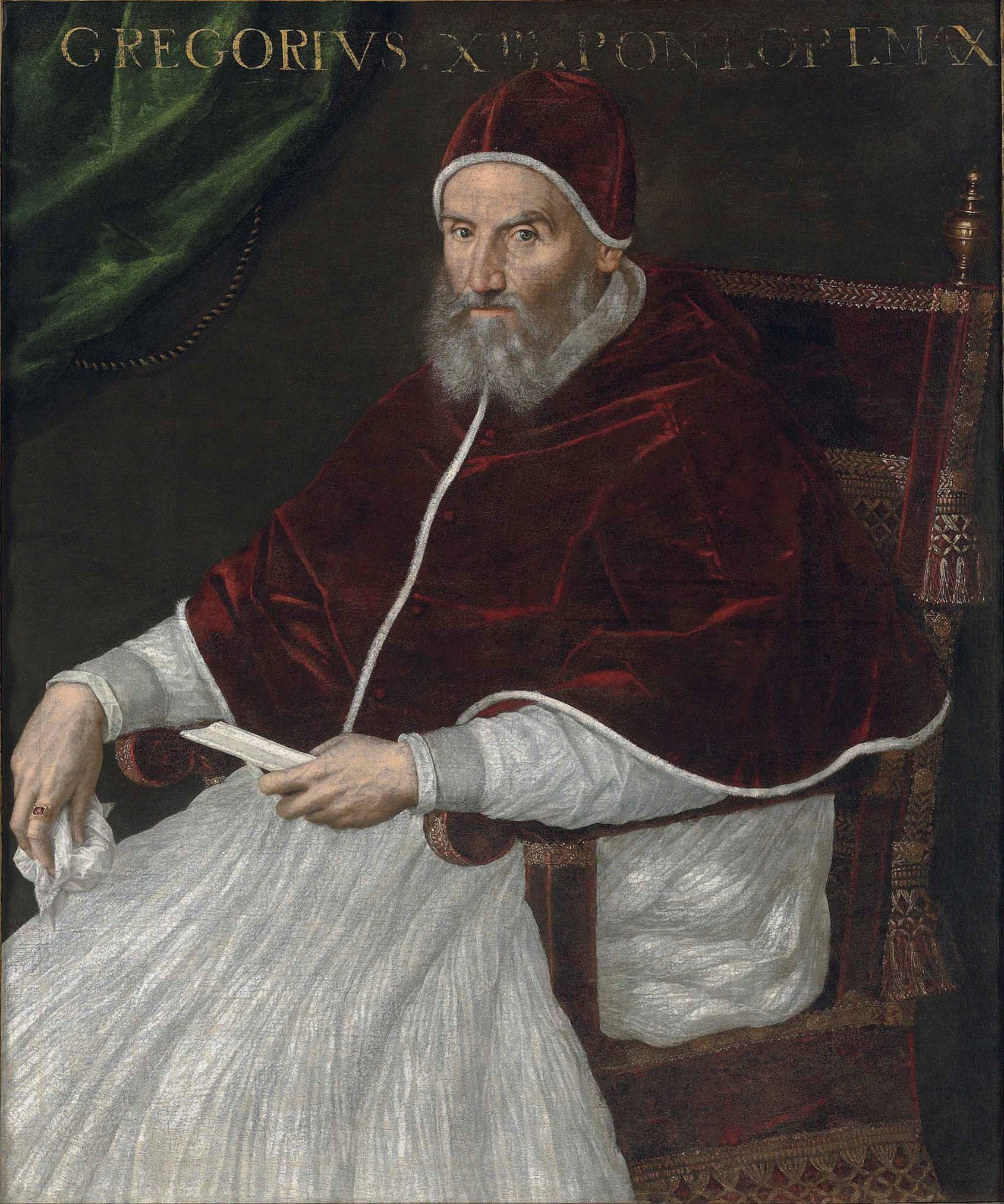
Gregor XIII. (1502–1585)

- Gregor XIV. (1535–1591), Papst (1590–1591)
- Gregor XV. (1554–1623), Papst (1621–1623)
- Gregor XVI. (1765–1846), italienischer Ordensgeistlicher, Papst (1831–1846)
- Gregor, Adalbert (1878–1971), deutscher Psychiater
- Gregor, Alexander (* 1969), deutscher Schauspieler und Moderator
- Gregor, Andreas (* 1955), deutscher Olympiasieger im Rudern
- Gregor, Arthur (1923–2013), US-amerikanischer Dichter und Hochschullehrer österreichischer Herkunft
- Gregor, Bogdan (* 1943), polnischer Wirtschaftswissenschaftler
- Gregor, Bohumil (1926–2005), tschechischer Dirigent
- Gregor, Čestmír (1926–2011), tschechischer Komponist und Musikwissenschaftler
- Gregor, Christian (1723–1801), deutscher evangelischer Geistlicher und Kirchenmusiker
- Gregor, Erika (* 1934), deutsche Kinobetreiberin, Filmkuratorin und Leiterin des Internationalen Forums des Jungen Films
- Gregor, Florian, deutscher Filmproduzent und Drehbuchautor
- Gregor, František (1938–2013), tschechoslowakischer Eishockeyspieler
- Gregor, Gerhard (1906–1981), deutscher Organist und Pianist
- Gregor, Hans (1866–1945), deutscher Schauspieler, Regisseur und Theaterintendant
- Gregor, Hans (1897–1935), deutscher Lebensreformer und Funktionär der Reformhaus-Bewegung
- Gregor, Horst-Günter (1938–1995), deutscher Schwimmsportler
- Gregor, Irina (1942–1996), deutsche Dokumentarfilm-Regisseurin
- Gregor, Isabella (* 1962), österreichische Schauspielerin und Regisseurin
- Gregor, Josef (1903–1987), österreichischer Volksliedpädagoge
- Gregor, Joseph (1888–1960), österreichischer Theaterwissenschaftler und Schriftsteller
- Gregor, Kurt (1907–1990), deutscher Politiker (SED), MdV, Minister für Außenhandel und Innerdeutschen Handel der DDR
- Gregor, Lutz (* 1952), deutscher Filmemacher
- Gregor, Noah (* 1998), kanadischer Eishockeyspieler
- Gregor, Nora (1901–1949), österreichische SchauspielerinNora Gregor (1901–1949)

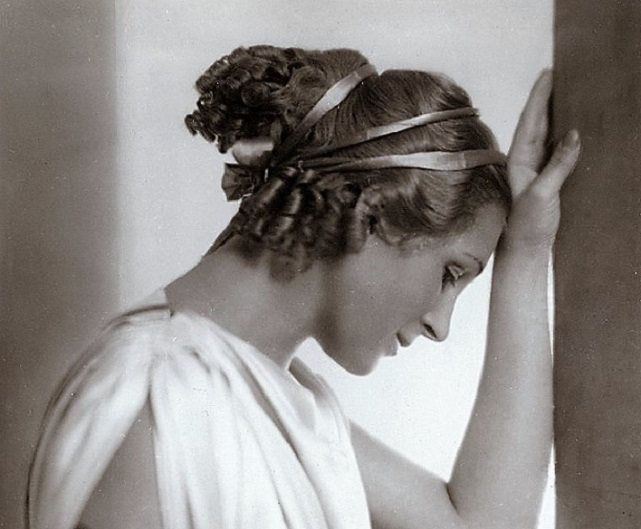
Nora Gregor (1901–1949)

- Gregor, Radek (* 1970), tschechischer Badmintonspieler
- Gregor, Susanne (* 1981), österreichische SchriftstellerinSusanne Gregor (* 1981)

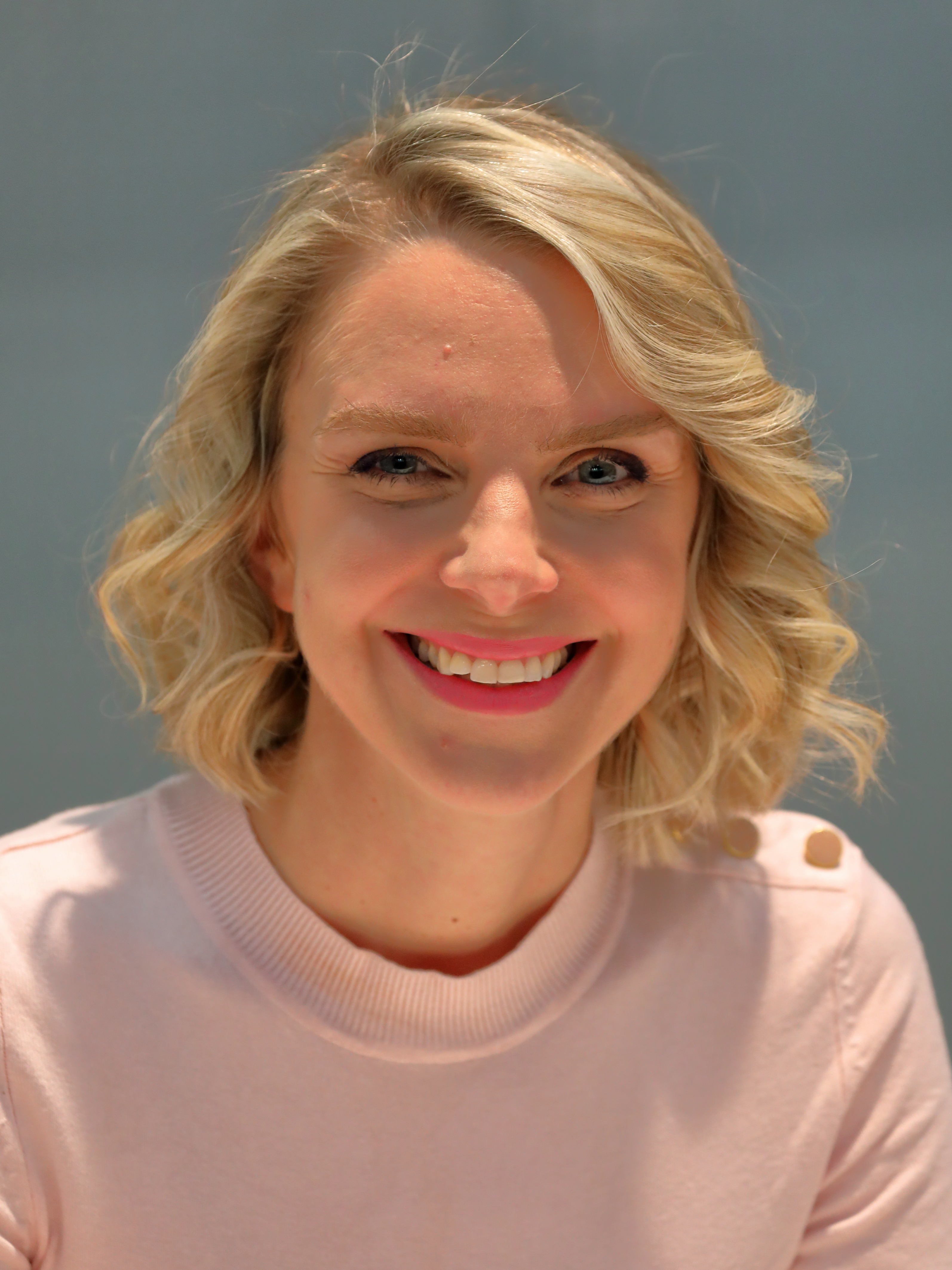
Susanne Gregor (* 1981)

- Gregor, Sven (* 1976), deutscher Politiker (Freie Wähler)
- Gregor, Thomas (* 1956), deutscher Botaniker
- Gregor, Ulrich (* 1932), deutscher Filmhistoriker
- Gregor, Valentin (* 1963), deutscher Jazz-Geiger, Sänger und Chorleiter
- Gregor, Werner (1896–1971), deutscher Diplomat
- Gregor, Wilhelm (1942–2020), österreichischer Basketballspieler
- Gregor, William (1761–1817), englischer Geistlicher und Mineraloge
- Gregor-Dellin, Martin (1926–1988), deutscher Schriftsteller
- Gregor-Grieshaber, Riccarda (1907–1985), deutsche Künstlerin und Autorin
- Gregor-Ness, Martina (* 1959), deutsche Politikerin (SPD), MdL

##### Gregora
- Gregora, Patrik (* 1993), slowakischer Fußballspieler
- Gregorak, Will (* 1990), US-amerikanischer Skirennläufer
- Gregoras, Nikephoros, byzantinischer Historiker und Theologe

##### Gregorc
- Gregorc, Blaž (* 1990), slowenischer Eishockeyspieler
- Gregorc, Luka (* 1984), slowenischer Tennisspieler
- Gregorčič, Anton (1852–1925), österreichisch-slowenischer Politiker
- Gregorčič, Simon (1844–1906), slowenischer Dichter

##### Gregore
- Gregorec, Leopold (1839–1924), österreichischer Politiker
- Gregorek, John (* 1991), US-amerikanischer Mittel- und Langstreckenläufer
- Gregorek, Karin (1941–2023), deutsche Schauspielerin und Theaterregisseurin
- Gřegořek, Petr (* 1978), tschechischer Eishockeyspieler
- Gregoretti, Luciano, italienischer Drehbuchautor und Filmregisseur
- Gregoretti, Ugo (1930–2019), italienischer Dokumentarfilmer, Filmregisseur und Drehbuchautor

##### Gregori
- Gregori, Brendan (* 2004), deutscher Basketballspieler
- Gregori, Dietrich (* 1939), deutscher Politiker (DDR-CDU, CDU), MdL
- Gregori, Ferdinand (1870–1928), deutscher Schauspieler, Schauspiellehrer und Schriftsteller
- Gregori, Giovanni Lorenzo (1663–1745), italienischer Komponist des Barock
- Gregori, Ildebrando (1894–1985), italienischer Ordenspriester, Ehrwürdiger Diener Gottes
- Gregori, Mirella (* 1967), italienische vermisste Schülerin
- Gregori, Paolo (* 1970), brasilianischer Regisseur und Drehbuchautor
- Gregori, Rio de (1919–1987), Schweizer Jazzmusiker und Parkettbodenverleger
- Gregori, Theo (* 1929), deutscher Generalleutnant der NVA in der DDR
- Gregoria, Ehefrau des byzantinischen Kaisers Konstantin III. und Mutter Konstans’ II.
- Gregoria Maximiliane von Österreich (1581–1597), Erzherzogin von Österreich
- Gregorić, Ilija († 1574), kroatischer Soldat, Rebell und oberster Militärbefehlshaber der aufständischen Bauern
- Gregorić, Pavel (* 1972), kroatischer Philosoph und Philosophiehistoriker
- Gregorich, Johann (1920–1965), österreichischer Politiker (ÖVP), Landtagsabgeordneter im Burgenland
- Gregorig, Josef (1846–1909), österreichischer christlichsozialer Politiker, Landtagsabgeordneter
- Gregorii, Johann Gottfried (1685–1770), deutscher barocker Autor
- Gregorin, Teja (* 1980), slowenische Biathletin
- Grégorini, Damien (* 1979), französisch-italienischer Fußballtorhüter
- Gregorini, Francesca (* 1968), italienische Regisseurin, Drehbuchautorin und FilmproduzentinFrancesca Gregorini (* 1968)

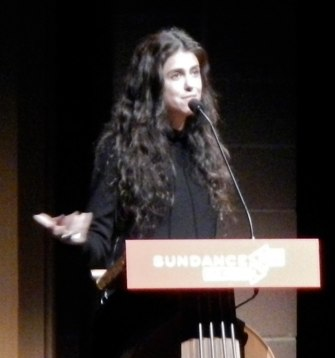
Francesca Gregorini (* 1968)

- Gregorini, Giorgio, italienischer Visagist und Hairstylist
- Gregorio della Suburra, italienischer Kardinal
- Gregorio, Eduardo (* 1989), uruguayischer Leichtathlet
- Gregorio, Guillermo (* 1941), argentinischer Jazzmusiker und Komponist
- Gregório, Jadel (* 1980), brasilianischer Leichtathlet
- Gregorio, Lea De (* 1992), deutsche Journalistin und Schriftstellerin
- Gregorio, Walter de (* 1965), schweizerisch-italienischer Journalist und ehemaliger Kommunikationschef der FIFA
- Gregorios Antiochos, byzantinischer Beamter und Autor
- Gregorios Asbestas († 880), orthodoxer Bischof
- Gregorios III. († 870), Herzog von Neapel
- Gregorios Palamas († 1359), byzantinischer orthodoxer Theologe und Heiliger
- Gregorios Taronites, byzantinischer Dux von Chaldia und Rebell gegen Kaiser Alexios I.
- Gregorios Taronites, byzantinischer Patrikios, Rebell gegen Kaiser Michael IV.
- Gregoritsch, Anton (1868–1923), österreichischer Maler
- Gregoritsch, Michael (* 1994), österreichischer FußballspielerMichael Gregoritsch (* 1994)

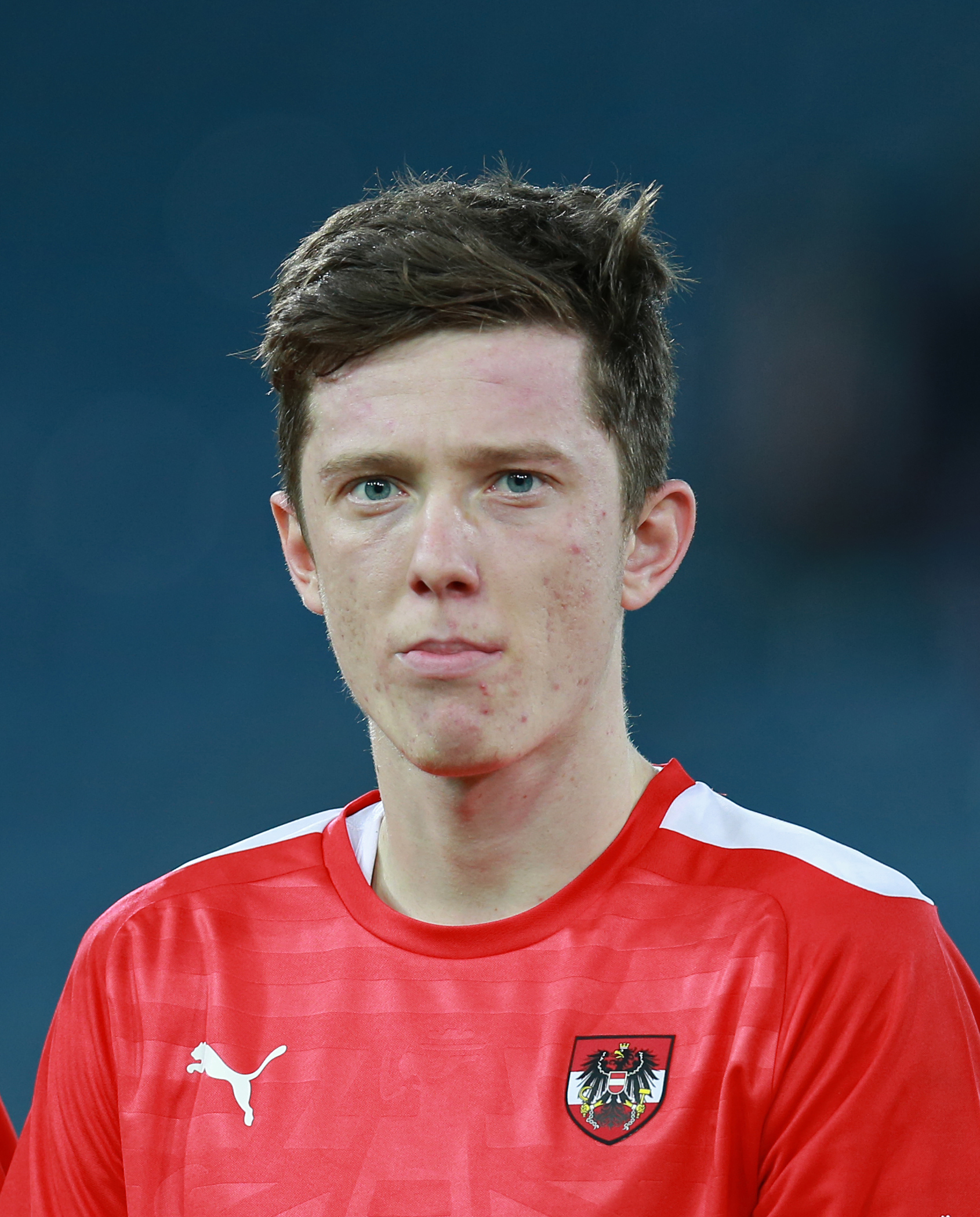
Michael Gregoritsch (* 1994)

- Gregoritsch, Werner (* 1958), österreichischer Fußballspieler und -trainer
- Gregorius, sächsischer Volkssänger und Musiker
- Gregorius († 739), Herzog von Benevent
- Gregorius de Galgano, italienischer Kardinal der Römischen Kirche
- Gregorius, Abba († 1658), äthiopischer Priester adliger Herkunft, Philologe und Lexikograf
- Gregorius, Albert (1774–1853), belgischer Porträtmaler und Kunstpädagoge
- Gregorius, Gregor A. (1890–1964), Schriftsteller, Okkultist, Buchhändler
- Gregorius, Immanuel Friedrich (1730–1800), deutscher lutherischer Theologe und Historiker
- Gregorius, Johann Friedrich (1697–1761), evangelischer Theologe und Kirchenlieddichter
- Gregorius, Martin (1871–1953), deutscher Kaufmann und Kommunalpolitiker
- Gregorius, Martin (* 1991), Organist, Kirchenmusiker, und Hochschuldozent
- Gregorius, Sarah (* 1987), neuseeländische Fußballspielerin
- Gregoriussen, Jákup Pauli (1932–2021), färöischer Architekt, Grafiker und Autor
- Gregoriussen, Jóan Petur (1845–1901), färöischer Dichter
- Gregoriussen, Liffa (1904–1992), färöische Modeschöpferin und Frauenrechtlerin

##### Gregork
- Gregorka, Alison (* 1985), US-amerikanische Wasserballspielerin

##### Gregoro
- Gregorová, Markéta (* 1993), tschechische Aktivistin und Politikerin (Česká pirátská strana), MdEP
- Gregorovius, Ernst Ferdinand (* 1816), preußischer Landrat im Kreis Pleschen, Provinz Posen
- Gregorovius, Ferdinand (1821–1891), deutscher Schriftsteller und Historiker
- Gregorovius, Michael Carl (1786–1850), deutscher Maler
- Gregorovius, Oscar (1845–1913), deutscher Baumeister, Stadtplaner und Kommunalpolitiker
- Gregorowicz, Lucas (* 1976), deutsch-polnischer SchauspielerLucas Gregorowicz (* 1976)

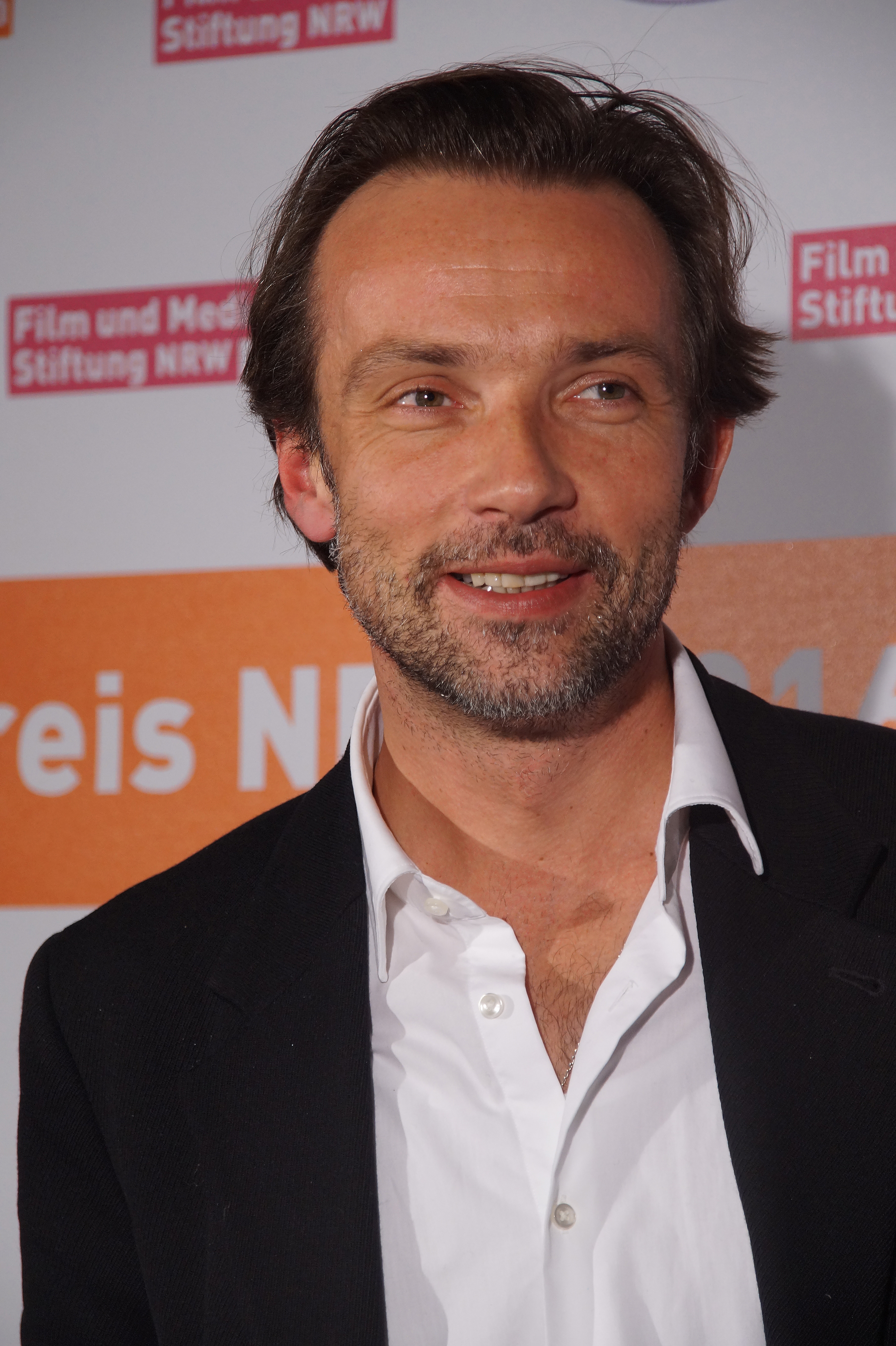
Lucas Gregorowicz (* 1976)

##### Gregory
- Gregory († 1169), schottischer Geistlicher
- Gregory († 1195), schottischer Geistlicher
- Gregory, schottischer Geistlicher
- Gregory, Adam (* 1987), US-amerikanischer Schauspieler
- Gregory, Affonso Felippe (1930–2008), brasilianischer Geistlicher, römisch-katholischer Bischof von Imperatriz, Präsident von Caritas International
- Gregory, Alex (* 1984), britischer Ruderer
- Gregory, André (* 1934), US-amerikanischer Schauspieler, Theaterregisseur und Autor
- Gregory, Andrew, australischer Filmproduzent
- Gregory, Anita (1925–1984), britische Parapsychologin
- Gregory, Arthur von (1859–1923), preußischer Generalleutnant
- Gregory, Augustus (1819–1905), australischer Entdecker
- Gregory, Benji (1978–2024), US-amerikanischer Schauspieler
- Gregory, Bernard (1919–1977), französischer Physiker und Generaldirektor des CERN sowie des CNRS
- Gregory, Bernhard (1879–1939), estnisch-deutscher Schachspieler
- Gregory, Bertie (* 1993), britischer Wildlife-Filmemacher, Filmproduzent und National Geographic Explorer
- Gregory, Bill (* 1949), US-amerikanischer American-Football-Spieler
- Gregory, Bob (1921–2003), US-amerikanischer Comic-Autor und -Zeichner
- Gregory, Bob (* 1936), australischer Politiker, Abgeordneter und Minister
- Gregory, Brad Stephan (* 1963), US-amerikanischer Historiker
- Gregory, Caspar René (1846–1917), deutsch-amerikanischer Theologe
- Gregory, Christian Friedrich von (1757–1834), deutscher Kaufmann und Bankier, kurfürstlich sächsischer Hofkammerrat sowie Herr auf Großkmehlen
- Gregory, Christopher Clive Langton (1892–1964), britischer Astronom
- Grégory, Claude (1921–2010), französischer Journalist und Gründer der Encyclopædia Universalis
- Gregory, Colin (1903–1959), britischer Tennisspieler
- Gregory, Daryl (* 1965), US-amerikanischer Science-Fiction- und Comic-Autor
- Gregory, Dave (1845–1919), australischer Cricketspieler
- Gregory, David (1659–1708), schottischer Mathematiker
- Gregory, David (1696–1767), englischer Historiker
- Gregory, David (* 1970), US-amerikanischer Journalist
- Gregory, David A. (* 1985), US-amerikanischer Schauspieler
- Gregory, Dick (1932–2017), US-amerikanischer Comedian, Aktivist, Gesellschaftskritiker, Autor und Unternehmer
- Gregory, Dino (* 1989), US-amerikanischer Basketballspieler
- Gregory, Dorian (* 1971), US-amerikanischer SchauspielerDorian Gregory (* 1971)

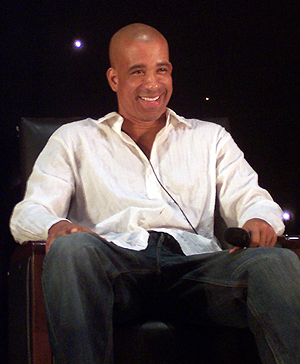
Dorian Gregory (* 1971)

- Gregory, Dudley S. (1800–1874), US-amerikanischer Politiker
- Gregory, Eliza Standerwick (1840–1932), britische Botanikerin
- Gregory, Elizabeth (1901–1983), neuseeländische Ökotrophologin und Hochschullehrerin
- Gregory, Elvis (* 1971), kubanischer Florettfechter
- Gregory, Ernie (1921–2012), englischer Fußballspieler
- Gregory, Francis Thomas (1821–1888), australischer Entdeckungsreisender und Politiker
- Gregory, Frederick D. (* 1941), US-amerikanischer Astronaut
- Gregory, Frederick Gugenheim (1893–1961), britischer Pflanzenphysiologe
- Gregory, Friedrich von (1900–1986), deutscher Jurist, Verbandsfunktionär und Politiker (NSDAP), MdL
- Gregory, George (1754–1808), britischer Geistlicher und Autor
- Gregory, Glenn (* 1958), englischer Sänger
- Gregory, Grace (1910–1985), US-amerikanische Szenenbildnerin
- Gregory, Herbert Ernest (1869–1952), US-amerikanischer Geologe, Geograph und Museumsdirektor
- Gregory, Isabella Augusta (1852–1932), irische Dramatikerin und Folkloristin
- Gregory, Jack I. (* 1931), US-amerikanischer Offizier, General der US Air Force
- Gregory, James (1638–1675), schottischer Mathematiker und Astronom
- Gregory, James (1911–2002), US-amerikanischer SchauspielerJames Gregory (1911–2002)

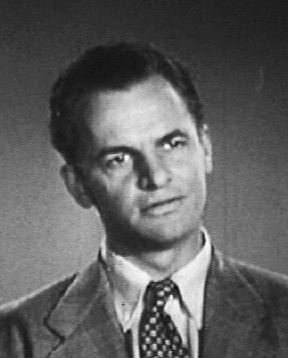
James Gregory (1911–2002)

- Gregory, James (1941–2003), südafrikanischer Gefängniswärter von Nelson Mandela
- Gregory, Jane (1959–2011), britische Dressurreiterin
- Gregory, Jasmine (* 1987), amerikanische Künstlerin
- Gregory, Jean Karen (* 1958), US-amerikanische Materialwissenschaftlerin und Ingenieurin
- Gregory, John (1724–1773), schottischer Arzt und Vordenker der Medizinethik
- Gregory, John (1923–2003), britisch-englischer Sprinter und Rugby-Rechter-Außendreiviertel
- Gregory, John (* 1954), englischer Fußballspieler und Trainer
- Gregory, John Duncan (1878–1951), britischer Diplomat
- Gregory, John Munford (1804–1884), US-amerikanischer Politiker
- Gregory, John Walter (1864–1932), schottischer Geologe
- Gregory, Jon († 2021), britischer Filmeditor
- Gregory, Joseph M. (* 1950), US-amerikanischer Banker
- Gregory, Joseph Tracy (1914–2007), US-amerikanischer Paläontologe
- Gregory, Karl von (1899–1955), deutscher Journalist und Diplomat
- Gregory, Kathy (* 1945), US-amerikanische Volleyball- und Beachvolleyballspielerin
- Gregory, Kenny (* 1978), US-amerikanischer Basketballspieler
- Gregory, Kritteka (* 1990), neuseeländische Badmintonspielerin
- Gregory, Kyle (* 1962), amerikanischer Jazzmusiker (Trompete, Komposition)
- Gregory, Leo (* 1978), britischer SchauspielerLeo Gregory (* 1978)

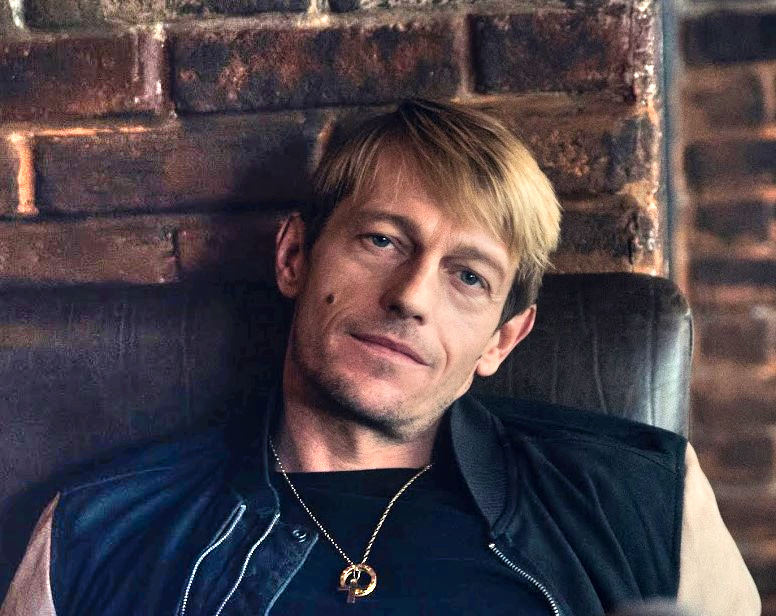
Leo Gregory (* 1978)

- Gregory, Leon (* 1932), australischer Sprinter
- Gregory, Lise (* 1963), südafrikanische Tennisspielerin
- Gregory, Mark (1964–2013), italienischer Schauspieler
- Gregory, Masten (1932–1985), US-amerikanischer Automobilrennfahrer
- Gregory, Michael (* 1944), US-amerikanischer Schauspieler, Synchronsprecher, Personenschützer und Model
- Gregory, Mike (1956–2022), englischer Dartspieler
- Gregory, Noble Jones (1897–1971), US-amerikanischer Politiker
- Gregory, Oana (* 1996), rumänische Schauspielerin
- Gregory, Paul (1920–2015), US-amerikanischer Film-, Fernseh- und Theaterproduzent
- Gregory, Paul (* 1968), englischer Squashspieler
- Gregory, Paul R. (* 1941), US-amerikanischer Wirtschaftshistoriker
- Gregory, Paul von (1850–1914), deutscher Generalleutnant
- Gregory, Phil (* 1951), britischer Ornithologe und Leiter von Vogelbeobachtungstouren
- Gregory, Philippa (* 1954), englische SchriftstellerinPhilippa Gregory (* 1954)

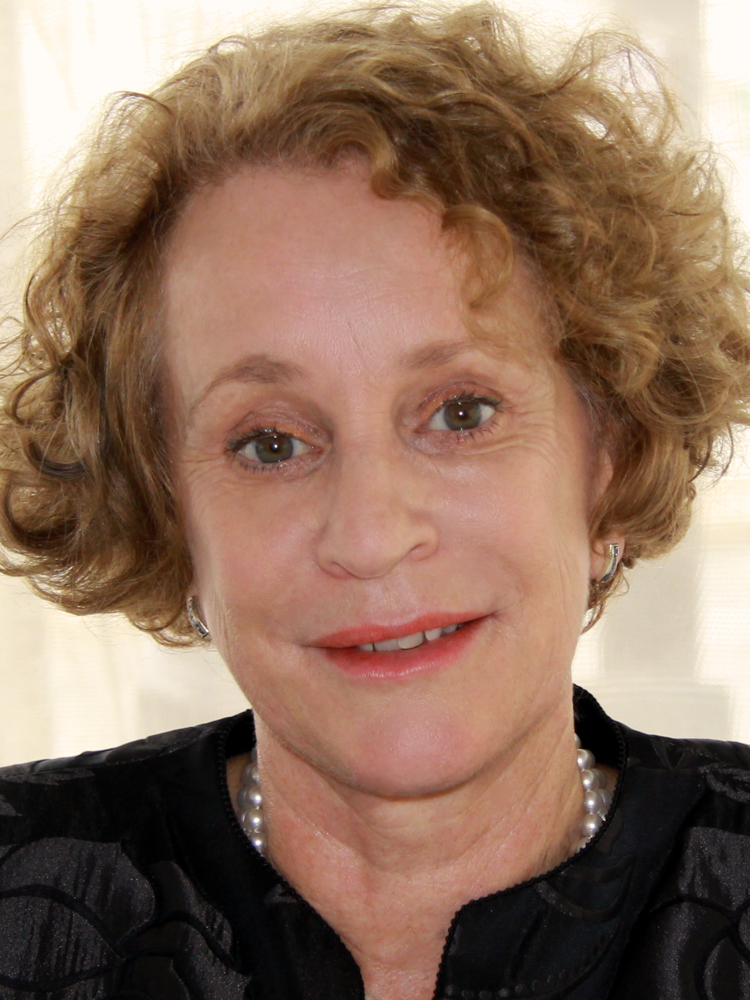
Philippa Gregory (* 1954)

- Gregory, Richard (1923–2010), britischer Neurowissenschaftler
- Gregory, Roberta (* 1953), US-amerikanische Comicschaffende und Schriftstellerin
- Gregory, Robin (1936–2004), britischer Tonmeister
- Gregory, Roderic Alfred (1913–1990), britischer Physiologe
- Gregory, Roman (* 1971), österreichischer Musiker, Comedian und Moderator
- Gregory, Scott (* 1959), US-amerikanischer Eiskunstläufer
- Gregory, Stefan, australischer Komponist und Sounddesigner
- Gregory, Stephen (* 1952), walisischer Autor
- Gregory, Stephen (* 1965), US-amerikanischer Filmschauspieler
- Gregory, Syd (1870–1929), australischer Cricketspieler
- Gregory, Thomas Watt (1861–1933), US-amerikanischer Jurist und Justizminister
- Gregory, Tom (* 1995), britischer Singer-SongwriterTom Gregory (* 1995)

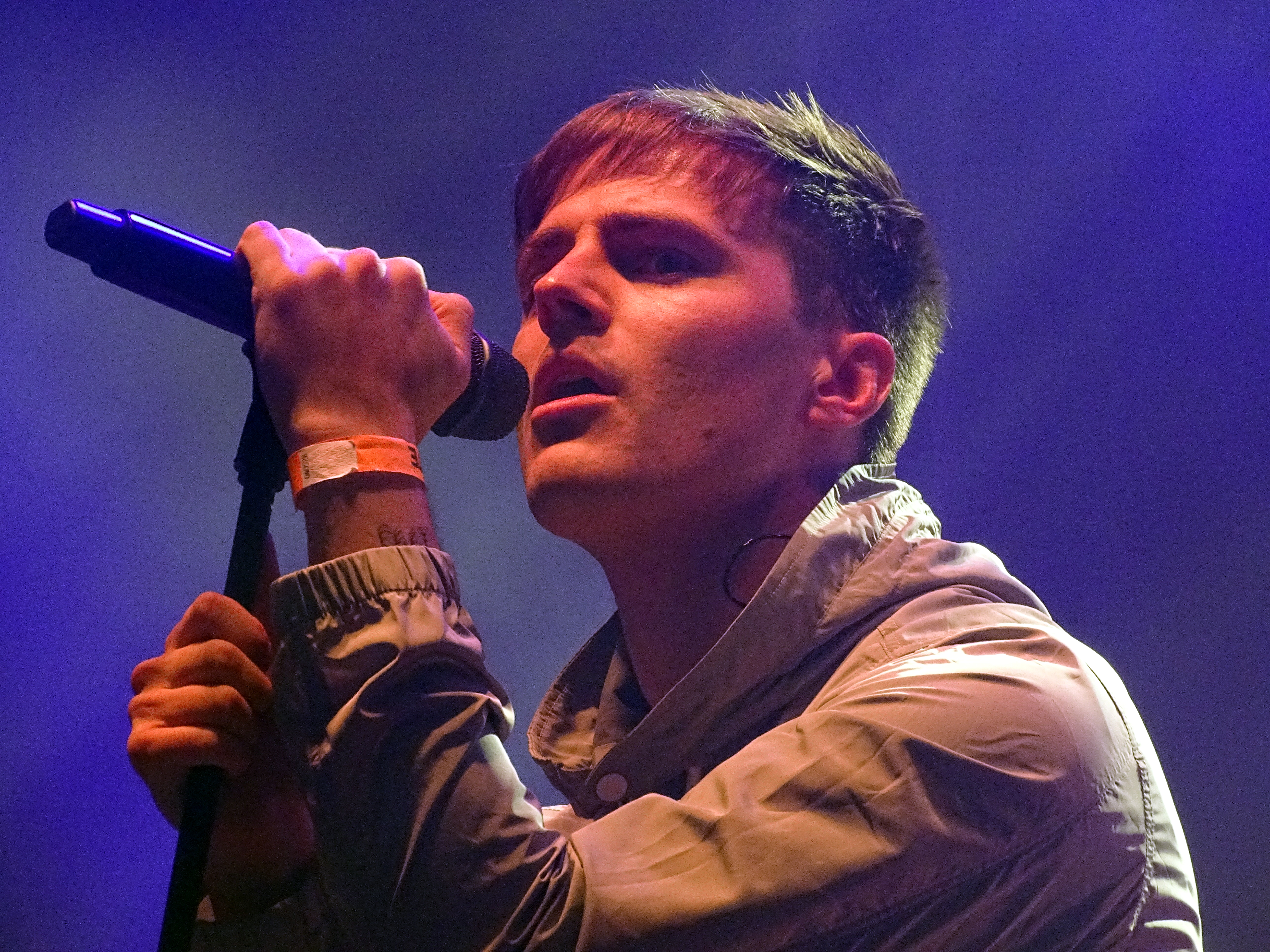
Tom Gregory (* 1995)

- Gregory, Tony (* 1946), jamaikanischer Reggae-Musiker und Produzent
- Gregory, Tony (1947–2009), irischer Politiker
- Gregory, Waldemar von (1854–1932), preußischer Generalleutnant
- Gregory, William, englischer Politiker
- Gregory, William (1803–1858), schottischer Arzt und Chemiker
- Gregory, William (1849–1901), US-amerikanischer Politiker
- Gregory, William George (* 1957), US-amerikanischer Astronaut
- Gregory, William King (1876–1970), US-amerikanischer Paläontologe
- Gregory, William Mumford (1876–1974), US-amerikanischer Pädagoge, Geograph und Geologe
- Gregory, William Voris (1877–1936), US-amerikanischer Jurist und Politiker
- Gregory, Wilton Daniel (* 1947), US-amerikanischer Geistlicher und römisch-katholischer Erzbischof von WashingtonWilton Daniel Gregory (* 1947)

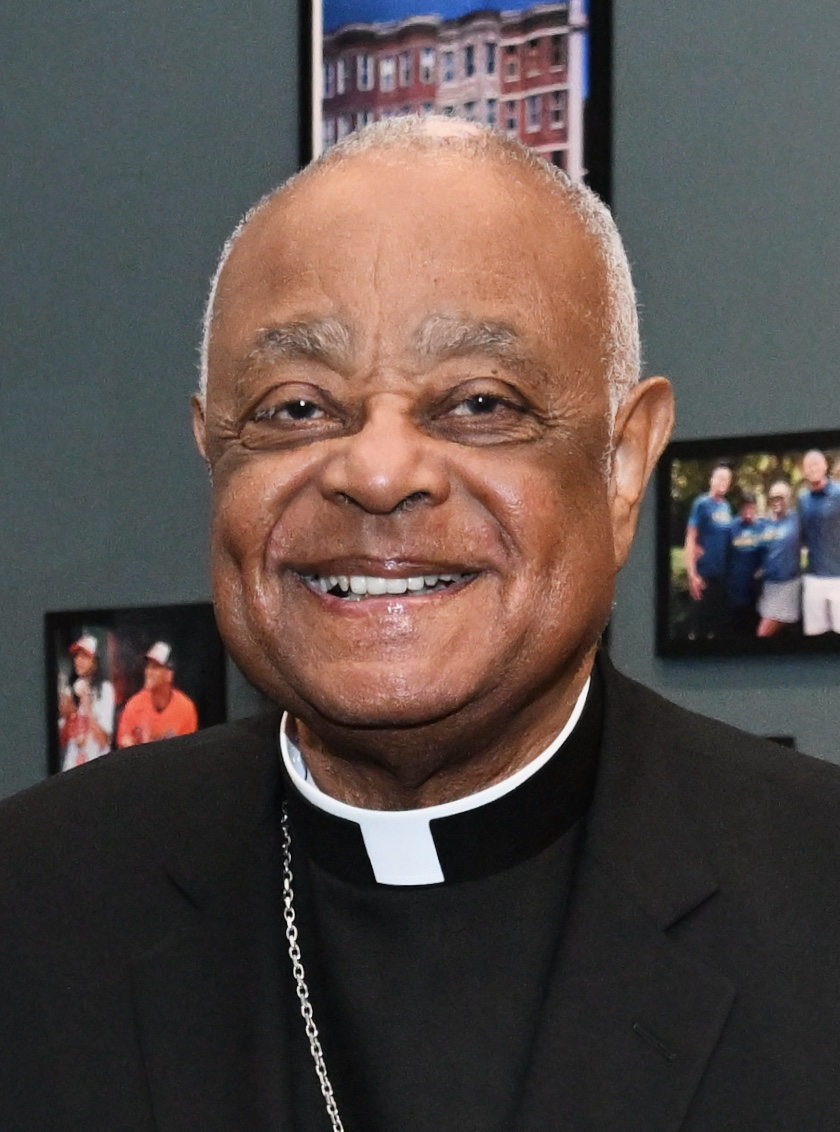
Wilton Daniel Gregory (* 1947)

##### Gregorz
- Gregorz, Norbert (* 1967), deutscher Handballspieler, -trainer und -funktionär
- Gregorzewski, Petra, deutsche Filmtonfrau und Tonmeisterin

#### Gregos
- Gregos, Katerina (* 1967), griechische Kuratorin
- Gregosz, David (* 1983), deutscher Politiker (CDU), Politikwissenschaftler und Experte für internationale Wirtschaftspolitik

#### Gregot
- Gregotsch, Leonhard (* 1933), österreichischer Ordensgeistlicher
- Gregotti, Vittorio (1927–2020), italienischer Architekt und Designer

#### Gregov
- Gregovic, Angela (* 1978), serbisch-italienische Schauspielerin

### Gregr
- Grégr, Eduard (1827–1907), tschechischer Arzt, Politiker und Publizist
- Grégr, Julius (1831–1896), böhmisch-tschechischer Politiker und Journalist

### Gregs
- Gregson, Edward (* 1945), englischer Komponist
- Gregson, Genevieve (* 1989), australische Hindernisläuferin
- Gregson, John (1919–1975), britischer Schauspieler
- Gregson, John, Baron Gregson (1924–2009), britischer Politiker
- Gregson, Richard (1930–2019), britischer Filmproduzent und Drehbuchautor
- Gregson, Ryan (* 1990), australischer Leichtathlet
- Gregson, Simon (* 1974), britischer Schauspieler
- Gregson, Thomas (1796–1874), australischer Politiker
- Gregson-MacLeod, Katie (* 2001), schottische Singer-Songwriterin
- Gregson-Williams, Harry (* 1961), britischer Filmkomponist, Musikproduzent und DirigentHarry Gregson-Williams (* 1961)

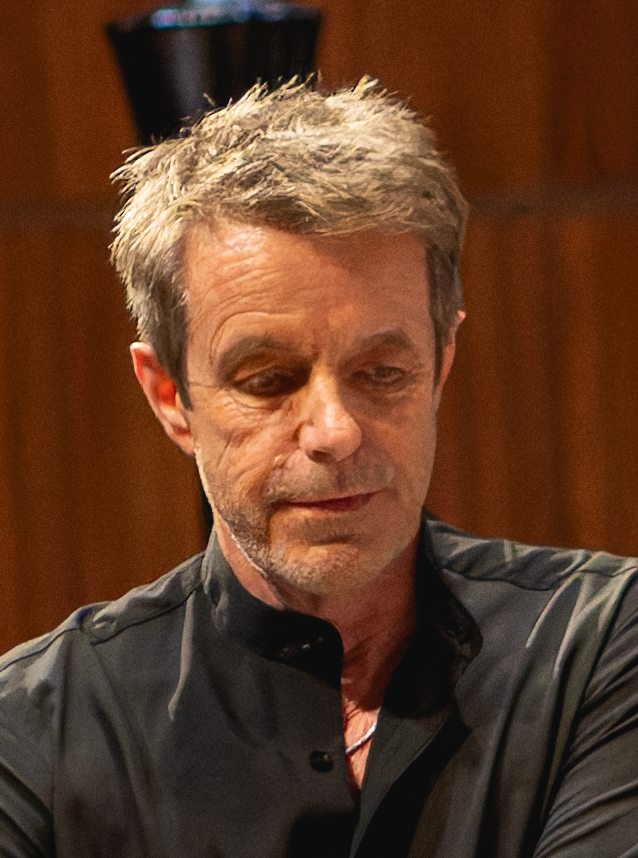
Harry Gregson-Williams (* 1961)

- Gregson-Williams, Rupert (* 1966), britischer Filmkomponist

### Gregu
- Gregull, Georg (* 1932), deutscher Politiker (CDU), MdL
- Gregur, Josip (* 1952), kroatischer Ordensgeistlicher, Salesianer Don Boscos, Liturgiewissenschaftler
- Gregurić, Franjo (* 1939), kroatischer Politiker und Ministerpräsident
- Gregurić, Matija (* 1996), kroatischer Hammerwerfer
- Greguš, Ján (* 1991), slowakischer Fußballspieler
- Gregušová, Hanka (* 1980), slowakische Jazz-, Gospel- und Weltmusiksängerin
- Greguss, Imre (1856–1910), ungarischer Maler
- Gregussen, Otto (* 1956), norwegischer Politiker